# 赵愭
莊文太子趙愭（1144年—1167年），宋孝宗嫡长子，郭夫人所生。原名赵愉，补右内率府副率，赐名赵愭，除右监门卫大将军、荣州刺史。宋孝宗为皇子时，赵愭为蕲州防御使。宋高宗禅位宋孝宗，赵愭为少保、永兴军节度使，封邓王。原来皇子出阁，封王，兼两镇，然后加司空。赵愭自防御使加封少保，被称为异数。
乾道元年（1165年），立为皇太子，册广国夫人钱氏为皇太子妃；錢氏是錢端禮之女，也是秦魯國大長公主（宋仁宗第十皇女）的曾孫女。宋孝宗诏增东宫从卫，太子谦让。及奏捐月给杂物，孝宗从之。三年（1167年）秋，太子病薨，年二十四，谥庄文太子。與钱氏育有一子赵挻，封荣国公，官拜福州观察使；赵挻於孝宗乾道九年（1173年）卒，赠武当军节度使，追封豫国公。宋宁宗赵扩时，以太祖九世孙赵希璂出继赵愭，改名赵搢，官至千牛卫将军。开禧二年（1206年）为忠州防御使。嘉定八年（1215年）又改名为赵思正。

## 延伸阅读
[在维基数据编辑]
 《宋史/卷246》，出自脱脱《宋史》